# نهائي كأس فرنسا 2021
نهائي كأس فرنسا 2021 هي المباراة النهائية من منافسة كأس فرنسا 2020–21، ولعبت بتاريخ 19 مايو 2021، في ملعب فرنسا، بين فريقي موناكو وباريس سان جيرمان، وفاز فيها باريس سان جيرمان، بعد أن هزم نادي موناكو بنتيجة 2-0، وكان حكم المباراة فرانسوا ليتكسير.

## تفاصيل المباراة
لعبت المباراة النهائية في 19 مايو 2021.
| نادي موناكو | 2-0 | باريس سان جيرمان                       |
| ----------- | --- | -------------------------------------- |
|             |     | - ماورو إيكاردي 19' - كيليان مبابي 81' |